# マルティン・ズーター
マルティン・ズーター（Martin Suter、1948年2月29日 - ）は、スイスの小説家、脚本家、コラムニスト。男性。チューリッヒ生まれ。小説家としては主に記憶や人間心理などをテーマにした心理サスペンス小説を執筆しており、ドイツ語圏の主要ミステリ賞であるドイツ・ミステリ大賞とフリードリヒ・グラウザー賞を受賞している。

## 略歴
コピーライターを務めながら映画やテレビドラマの脚本家として活動。また、1991年からコラムニストとしても活動し、1992年から週刊誌に連載したコラム「ビジネスクラス」で人気を博した（連載は2004年まで続いた）。
1997年、長編心理サスペンス小説『縮みゆく記憶』で小説家デビュー。この作品はチューリッヒ州名誉賞を受賞したほか、フランスでも文学賞を受賞している。
2002年に発表した長編第3作『プリオンの迷宮』は2003年度のドイツ・ミステリ大賞でドイツ語作品部門第2位の栄誉に輝いた。2006年発表の長編第5作"Der Teufel von Mailand"（未訳）はフリードリヒ・グラウザー賞（ドイツ推理作家協会賞）を受賞しており、その英訳版"A Deal with the Devil"は2008年に英国推理作家協会のインターナショナル・ダガー賞（最優秀翻訳ミステリ賞）にノミネートされた。
『縮みゆく記憶』、『プリオンの迷宮』、『絵画鑑定家』および2004年発表の"Lila, Lila"（未訳）は映画化されている。

## 日本語訳作品
- プリオンの迷宮 （訳：小津薫、2005年9月、扶桑社 扶桑社ミステリー、ISBN 4-594-05032-8）（Ein perfekter Freund (2002)）
- 縮みゆく記憶 （訳：シドラ房子、2008年8月、ランダムハウス講談社、ISBN 978-4-270-10219-0）（Small World (1997)）
- 絵画鑑定家 （訳：シドラ房子、2010年1月、ランダムハウス講談社、ISBN 978-4-270-10335-7）（Der letzte Weynfeldt (2008)）